# 盧布克拉亞火山
盧布克拉亞火山（Mount Lubukraya）是印度尼西亞的火山，位於蘇門答臘島，海拔高度1,862米，山體由安山岩組成，火山口向南方擴展，南面山腳處有火山穹丘。